# Přímý důkaz
Přímý důkaz se v matematice používá k dokázání výroku, který má tvar implikace, kde {\displaystyle A} je výchozí předpoklad a {\displaystyle B} je výrok, který má být dokázán resp. odvozen (zápis {\displaystyle A\Rightarrow B}; věta ve tvaru „Jestliže platí předpoklad {\displaystyle A}, pak platí také tvrzení {\displaystyle B}“). Při dokazování pomocí přímého důkazu, je nutné si uvědomit, že pravdivost implikace lze dokázat bez znalosti pravdivosti jednotlivých výroků, které spojuje (na základě pravdivostní tabulky implikace). Důkaz vychází z předpokladu, na jehož základě jsou odvozována dílčí tvrzení tak dlouho, až se dospěje k dokazovanému tvrzení. Všechny kroky implikací jsou vyhodnoceny jako pravdivé, a tedy i odvozovaná tvrzení jsou pravdivá.
Zápis schematicky: {\displaystyle (A\Rightarrow A_{1})\land (A_{1}\Rightarrow A_{2})\land \cdots \land (A_{n-1}\Rightarrow A_{n})\land (A_{n}\Rightarrow B)}

## Přímý důkaz jednoduchého výroku
Příklad1: {\displaystyle a>1\Rightarrow a^{2}>1} (dokažte: jestliže platí, že a je větší než 1 pak platí také, že a na druhou je větší než 1)
Postup po krocích:
- Protože {\displaystyle a>1}, jistě platí také {\displaystyle a>0} a též .
- Protože {\displaystyle a} není rovno nule a je kladné, proměnnou lze vynásobit celou nerovnici. (Pokud {\displaystyle a=0,} nelze násobit, pokud {\displaystyle a<0,} při násobení by se obrátila nerovnost). Po vynásobení proměnnou {\displaystyle a} : {\displaystyle a>1=a^{2}>a}.
- Je zřejmé , že {\displaystyle a>1} a zároveň platí {\displaystyle a^{2}>a}. Složením výrazů vznikne: {\displaystyle a^{2}>a>1}
- Odstraněním prostředního výrazu vznikne výraz: {\displaystyle a^{2}>1}. To lze zapsat, protože {\displaystyle a} je větší než jedna a {\displaystyle a^{2}} je větší než {\displaystyle a}. Pokud je {\displaystyle a^{2}} větší než {\displaystyle a}, je zároveň větší než jedna, pak je jistě {\displaystyle a^{2}} větší než jedna.

Symbolicky lze zapsat: {\displaystyle a>1\Rightarrow a>0\Rightarrow a^{2}>a>1\Rightarrow a^{2}>1}

## Přímý důkaz implikace
Implikaci lze dokázat podobně jako jednoduchý výrok. Místo úvodního pravdivého tvrzené (výroku) se vezme „levá strana“ implikace. Pro dokázání implikace {\displaystyle A\Rightarrow B} , se vyjde z výroku {\displaystyle A}  a vytvoří se řetězec pravdivých implikací: {\displaystyle A\Rightarrow C\Rightarrow D\Rightarrow ...\Rightarrow B}.
Příklad 2: Dokažte, že pro všechna reálná čísla platí nerovnice{\displaystyle {\sqrt {\frac {x^{2}+y^{2}}{2}}}\geq {\frac {|x+y|}{2}}.}
Ekvivalentní úpravy - umocnění obou stran nerovnice: {\displaystyle {\frac {x^{2}+y^{2}}{2}}\geq {\Bigl (}{\frac {x+y}{2}}{\Bigr )}^{2},}
umocnění pravé strany nerovnice, odstranění zlomku a zjednodušení:{\displaystyle {\frac {x^{2}+y^{2}}{2}}\geq {\frac {x^{2}+2xy+y^{2}}{4}},}{\displaystyle 2x^{2}+2y^{2}\geq x^{2}+2xy+y^{2},}{\displaystyle x^{2}-2xy+y^{2}\geq 0,}{\displaystyle (x-y)^{2}\geq 0.}
Protože všechny provedené úpravy byly ekvivalentní, vyplývá z platného tvrzení {\displaystyle (x-y)^{2}\geq 0} platnost všech předchozích úprav. Proto musí být nutně platné i původní tvrzení {\displaystyle {\sqrt {\frac {x^{2}+y^{2}}{2}}}\geq {\frac {|x+y|}{2}}}
Z úprav také plyne, že ve všech případech také nastane rovnost, a to pro hodnotu, kdy {\displaystyle x=y.}